# Ansambel Toneta Kmetca
Ansambel Toneta Kmetca je bil narodnozabavni ansambel, doma iz Ptuja, deloval pa je predvsem na Štajerskem. Nastal je l. 1964. Sprva so igrali kot ansambel radia Ptuj, pozneje pa povsem samostojno. Na začetku sta pela Marija Matjašič in Miro Makoter. Kmalu je prišla k ansamblu Marija Vajda Kmetec in nadaljevala v duetu z Mirom Makoterjem. Nastalo je veliko posnetkov, v poznih šestdesetih letih, tudi z vokalnim kvartetom Ormoški fantje. Sredi sedemdesetih let je pevca Mira Makoterja zamenjal Ivan Švajgl. Ansambel se je odpravil na prvo gostovanje v Kanado in Ameriko. Zaradi uspešnih nastopov doma ter v Avstriji in Nemčiji je ansambel še enkrat ponovil turnejo po Ameriki in Kanadi. Ansambel je prenehal z nastopi v poznih devetdesetih letih, okoli leta 1991. Posnetke uspešnega ansambla pa še danes slišimo na radijskih postajah.

## Nekatere glasbene uspešnice
- Ljubica, lahko noč
- Na morskem obrežju Marjana
- Ko so fantje proti vasi šli
- Mami, oj mami

in še mnogo drugih